# Перший всеукраїнський музей історії однострою
Перший всеукраїнський музей історії однострою — перший та єдиний в Україні публічний музей, який збирає, зберігає, досліджує, експонує, популярізує історію форменого одягу державних структур XIX-XXI сторіччя на теренах сучасної України. Музей знаходиться у місті Кременчук Полтавської області.

## Історія
Відкрився Перший всеукраїнський музей історії однострою влітку 2017 року у місті Кременчук Полтавської області за ініціативи кременчужанина Романа Пацовського та при підтримки всеукраїнської ветеранської організації Спілка ветеранів морської піхоти України та міжнародної кур'єрської служби ExPostBoxes Ukrainе.
У 2018 році команда музею взяла участь у створенні Музею військової історії Кременчука, провела 2 спільні з партнерами виставки форми одягу у м. Кременчук, стала одним із трьох засновників Музею АТО при ВПУ 7 м. Кременчук. На початку 2019 року одним із учасників спільних проєктів — військовим пенсіонером Володимиром Поляковим (колишнім начальником Кременчуцького ліцею з посиленою військово-физичною підготовкою) було скоєно умисну крадіжку понад 250 комплектів форми та інших музейних предметів. Це була велика частина колекції першого всеукраїнського музею історії форми одягу. Ці предмети стали основою виставки «Кременчук у військовому однострої», відкритої пенсіонером Володимиром Поляковим на базі ВПУ 7 у місті Кременчук Полтавської області, хоча більша частина цієї форми та предметів до Кременчука не має відношення.
Велику увагу команда музею приділяє питанням музейної педагогики. У лютому 2019 року завдякі керівнику Першого музею історії однострою Роману Пацовському в Україні стартував міжнародний соціальний фотопроект "Запроси дівчину до музею"
У травні 2019 року, після скоєної Поляковим крадіжки, команда була змушена вийти зі всіх спільних проєктів та зосередитися на створенні музею та лише власних проєктах.
За рік було зібрано понад 3000 предметів і вже влітку 2020 року було проведено дві перші виставки з фондів музею в м. Кременчук — з 5 по 30 липня 2020 року — виставка однострою «Військові моряки України», з 5 по 31 серпня 2020 року — виставка Військові медики Кременчука.
Наприкінці 2020 року музей став самостійною юридичною особою України у вигляді громадської організації. У 2020 році завдяки підтримці депутата Кременчуцької міської ради Дениса Терещенка музею було виділено нове приміщення, але у 2022 році цю будівлю передали під другий корпус Кременчуцького ліцею з посиленною військово-фізичною підготовкою і розміщення музею знов під питанням.
У 2021 році пройшли виставки — з 25 лютого по 23 березня 2021 року «На лінії життя» — присвячена 3 військовим медикам, Заслуженим лікарям України, з 5 липня по 6 серпня 2021 року виставка «Генерали та адмірали незалежної України». На виставці "На лінії життя" музей першим з музеїв Полтавської області використував qr коди для отримання відвідувачами додаткової інформації.
З 2021 року музей активно демонструє свої експонати в оцифрованом у вигляді на сайті та виставках, а з 2024 року і на цифровій европейській музейній площадці.
Регулярно проводиться щонайменше 2 великі виставки на рік. К новому 2022 року, з 10 грудня 2021 року по 15 січня 2022 року пройшла виставка новорічних листівок другої половини 20 століття. Експонати цієй виставки вперше були повністю доступни і онлайн в цифровому вигляді на офіційному сайті музею.
У 2023 році спільно з філією Кременчуцький військово-історичний музей був започаткован проект країзнавчої пошти. Перший випуск спеціального конверту з погашенням унікальним штемпелем був присвячен 125 річниці Кременчуцького місцевого лазарету, а другий 170 річниці пожежної охорони в Кременчуці.
На 2024 рік у фондах музею зберігається понад 6000 експонатів і їх кількість постійно зростає. У серпні 2024 року музей став дійсним інтитуаційним членом національної Асоціації українських музеїв.
Музей проводить активну наукову та дослідницьку роботу, проводить краєзнавчі зустрічи, публікує результати досліджень в наукових виданнях та налагоджує професійні зв'язки з музейними установами як України так і інших держав.
Музей має філію — Кременчуцький військово-історичний музей та музей історії чумацтва та солі.
У музеї є науковий архів та наукова бібліотека.
Крім традиційних оглядових екскурсій, завдяки соціальному проєкту музею «Туристичний інформаційний центр м. Кременчук» спільно з філією - Кременчуцький військово-історичний музей діють екскурсійні програми — по історичних місцях краю,а також тематичні по місту Кременчук та регіону.
У серпні 2024 року Перший всеукраїнський музей історії однострою став інситуаційним членом Асоціації українських музеїв.

## Фонди і експозиція музею
У музеї на 2024 рік представлені понад 6000 експонатів, які включають в себе зразки форми одягу та спорядження Радянської Армії, ВМФ та ВПС СРСР, Збройних сил України, МВС, КДБ — СБУ, прикордонних військ, прокуратури, військових навчальних закладів, Державної Фіскальної служби, митної служби України, цивільного морського та річкового флотів, цивільної авіації, поштових служб, МНС, Державної лісової охорони, Державної виконавчої служби, Служби виконання покарань, залізничного транспорту, а також армії та поліції інших держав ХІХ-ХХІ століття.
В музеї зберігаються унікальні однострої та документи видатних осіб, які на початку 90х років ХХ ст створювали Збройні Сили та інші силові інститути незалежної України. Також є цікаві експонати і часів АТО/ООС